# 香部
香部（）は、漢字を部首により分類したグループの一つ。
康熙字典214部首では186番目に置かれる（9画の最後11番目、戌集の最後20番目）。

## 概要

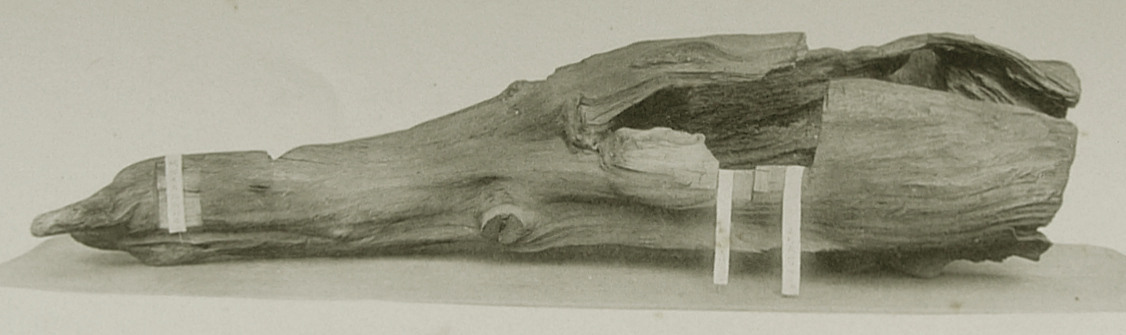
蘭奢待

香部には「香」を筆画の一部として持つ漢字を分類している。
単独の「香」字はかぐわしい香りを意味する。「芳」とほぼ同義であるが、「芳」は主に草花の香りを指し、「香」は食物の香りを指す。また「香」字は香りのする原料や製品を意味する。
字源としては、「香」字は芳しい物の代表である「黍」に意符あるいは区別のための記号である「口」を加えた文字である。『説文解字』では「黍」と「甘」とから構成される会意文字とされているが、甲骨文字や金文の形を見ればわかるようにこれは誤った分析である。
「香」は意符としては香りに関する文字に含まれる。

## 部首の通称
- 日本：かおり
- 韓国：향기향부（hyanggi hyang bu、かおりの香部）
- 英米：Radical fragrant

## 部首字
香
- 中古音
  - 広韻 - 許良切、陽韻、平声
  - 詩韻 - 陽韻、平声
  - 三十六字母 - 暁母
- 現代音
  - 普通話 - ピンイン：xiāng 注音：ㄒㄧㄤ ウェード式：hsing1
  - 広東語 - Jyutping:hoeng1 イェール式:heung1
- 日本語 - 音：キョウ（キャウ）（漢音）・コウ（カウ）（呉音） 訓：か・かおり・かおる（常用漢字の訓）・こうばしい
- 朝鮮語 - 音：향(hyang) 訓：향기（hyanggi、かおり）

## 例字
- 香 (U+9999)
  - 7:馞、8:馣、9:馥、10:馦、11:馨
  - 馚馛馜馝馟馠馡馢馤馧馩馪馫（CJK統合漢字拡張A - CJK Unified Ideographs Extension A: U+999A - U+99AB）
  - 𩠺𩠻𩠼𩠽𩠾𩠿𩡀𩡁𩡂𩡃𩡄𩡅𩡆𩡇𩡈𩡉𩡊𩡋𩡌𩡍𩡎𩡏𩡐𩡑𩡒𩡓𩡔𩡕𩡖𩡗𩡘𩡙𩡚𩡛𩡜𩡝𩡞𩡟𩡠𩡡𩡢𩡣𩡤𩡥𩡦（CJK統合漢字拡張B - CJK Unified Ideographs Extension B: U+2983A - U+29866）
  - 𫗼𫗽𫗾𫗿𫘀𫘁𫘂𫘃（CJK統合漢字拡張C - CJK Unified Ideographs Extension C: U+2B5FC - 2B604）
  - 馧（CJK互換漢字補助 - CJK Compatibility Ideographs Supplement: U+2FA05）

### 最大画数
𫘄（CJK統合漢字拡張C - CJK Unified Ideographs Extension C: U+2B604）